# Macrostemum graphicum
Macrostemum graphicum är en nattsländeart som först beskrevs av Navás 1934.  Macrostemum graphicum ingår i släktet Macrostemum och familjen ryssjenattsländor. Inga underarter finns listade i Catalogue of Life.